# Тайный агент (фильм)
«Тайный агент» (кит. трад. 給爸爸的信, пиньинь Gĕi bàba de xìn, буквально: «Письмо для папы», англ. My Father is a Hero, также Letter To Daddy, в американском прокате The Enforcer или Jet Li’s The Enforcer) — гонконгский криминальный фильм 1995 года режиссёра Кори Юэня с Джетом Ли и Анитой Муи в главных ролях.

## Сюжет
Офицер милиции КНР Кун Вэй (Джет Ли) — опытный агент «под прикрытием», заботящийся о своей семье, но не имеющий возможности ни проводить достаточно времени с болезненной женой и тоскующим по отцовскому вниманию сыном, ни даже рассказать им всю правду о своей работе. Многократно обещая сыну (Се Мяо) присутствовать на его соревнованиях по боевым искусствам, Вэй еле успевает на одно из них, но по дороге домой с призом его арестовывают — в рамках нового задания внедриться в банду, планирующую террористические акты на территории Гонконга.
Вэй заключает сотрудничество с заключенным Дарки, ранее орудовавшим в банде По. «Сбежав» вдвоем из тюрьмы, они добираются до Гонконга, где встречаются с мафиозным боссом (Юй Жунгуан). Допущенный к переговорам с оружейными контрабандистами из России, Вей завоёвывает доверие По, выкрав у тех бомбы и сохранив тем самым деньги босса, но идёт дальше, предлагая себя в качестве носителя взрывпояса.
Переговоры между бандами привлекают внимание гонконгского детектива Фон Ятва (в английском переводе Энн Фон; Анита Муи), друг которой, инспектор Чэн, попадается в руки бандитам. Энн предлагает себя в заложники бандитам вместо него, чтобы помешать теракту, однако Вэй нарушает её планы, деактивировав взрывчатку и скрывшись с места запланированного взрыва. Сумев ранее сфотографировать его, Энн направляется в Пекин, чтобы идентифицировать странного бандита.
Тем временем, в Пекине жена Кун Вэя заболевает сильнее обычного, и его восьмилетний сын Кун Ку вынужден взять на себя роль «мужчины в семье». Из-за работы отца «под прикрытием» Ку дразнят в школе как сына преступника и доводят его до драк. Подружившись с семьёй Кун, детектив Фон понимает, что Вэй — такой же офицер полиции, как и она. Астма доводит жену Кун Вэя до смерти, перед которой она успевает дать Энн письмо для мужа и попросить её позаботиться о сыне.
Энн вместе с Ку направляются в Гонконг на катере, предварительно сообщив Чэну о своих находках, однако вопреки договоренности тот открывает дело о похищении ребёнка, привлекая внимание прессы и заставляя Энн и Ку расстаться. Пробираясь по нужному адресу, но заметив полицейскую машину рядом с квартирой Фон, мальчик избегает полиции, но оказывается пойман По. Вэй пытается пробраться в дом Фон и, в конечном итоге, получает предсмертное письмо своей жены. Позднее Вэй встречается с сыном в логове банды и «отключает» сына, симулировав его смерть, чтобы вынести как «труп». Договорившись с Фон о «плане Б» на случай неудачи, он пытается похитить мальчика, однако сталкивается с людьми По, догадавшегося о «подсадке»; Вэй почти терпит поражение, но вовремя получает поддержку от напарницы. Пока Энн перевязывает его, Дарки спасает Ку.
В цейтноте от риска разоблачения, По инструктирует своих людей заложить бомбы на плавучем аукционе антиквариата. Подозревая о роли приятеля Вэя в своих проблемах, бандиты также делают налёт на дом Дарки; тот ухитряется спрятать Ку, но сам получает смертельное ранение. Перед смертью Дарки передаёт партнёру информацию о бомбах, однако его телефон разряжается прежде чем он успевает сообщить последние координаты.
Во время аукциона По пытается ограбить собравшихся толстосумов, но ему мешают Кун Вэй и его сын, превосходящие по владению боевыми искусствами бойцов банды. Удача несколько раз переходит из рук в руки, но в конечном итоге герои спасаются, а главарь банды погибает от взрыва последней из своих бомб.

## В ролях
| Актёр      | Роль                                       |
| ---------- | ------------------------------------------ |
| Джет Ли    | агент милиции КНР «под прикрытием» Кун Вэй |
| Анита Муи  | инспектор Фон Ятва (Энн Фон)               |
| Се Мяо     | Кун Ку (Джонни Кун) сын Кун Вэя            |
| Блэки Ко   | Дарки                                      |
| Юй Жунгуан | главарь банды По Куон                      |
| Дамиан Лау | инспектор Чэн                              |

## Номинации и награды
- 1996 — номинация на 15-й Гонконгской кинопремии в категории «Лучшая постановка экшена»[3]

## Критика
В оригинале фильм носит названия со смыслом «Письмо для папы» и «Мой папа — герой» (соответственно оригинальное китайское и гонконгское англоязычное названия). В американском прокате он шёл под названием The Enforcer (термин, обозначающий члена банды, принуждающего к выполнению её требований), что совпадает, в частности, с американскими фильмами с Хамфри Богартом и «Грязным Гарри» Клинтом Иствудом 1951 и 1976 годов (рус. соответственно «Насаждающий закон» и «Блюститель закона»). С точки зрения кинокритика электронного издания PopMatters Билла Гиброна и критика ряда изданий Роберта Кэшилла, именно американское название представляет собой главный недостаток ленты, создавая у зрителя ещё до просмотра искажённые ожидания, как от рядового боевика (именно в таком ключе оценивает её обозреватель Entertainment Weekly Вук Ким, предлагая «забыть о слезливом сюжете» и сосредоточиться на постановочных боях).
Сам Гиброн считает, что в этом фильме драматическая, эмоциональная составляющая сюжета не менее ценна, чем боевые сцены (Кэшилл, со своей стороны, невысоко оценивает сочетание этих двух элементов в одной ленте и пишет о ней как о «типично небрежной» и предлагающей каждой аудитории понемногу). Отдельные аспекты сюжета вызывают у Гиброна отрицательную реакцию: в частности, он неодобрительно отзывается об эксплуатации сентиментальности зрителей, на которую направлена семейная ситуация в центре сюжета — больная мать, оставленная на руках у малолетнего сына в то время, как отец где-то пропадает. Неубедительным назван образ неоправданно жестокого мафиозного босса, в непредсказуемых действиях которого не просматривается никакого стремления, кроме как к этой бессмысленной жестокости (Гиброн, однако, оговаривается, что с точки зрения специалиста по азиатскому кино Бея Логана, такое поведение главного отрицательного героя может быть объяснено с сюжетной точки зрения, так как одновременно обеспечивает неожиданные повороты сюжета и морально оправдывает любые методы борьбы с ним).
При этом в целом как Гиброн, так и ряд других критиков положительно оценивают фильм. Высоких оценок удостаивается игра исполнителей главных ролей — Джета Ли, который, по мнению Гиброна, привносит в стереотипный жанр гонконгского боевика нетипичные для него глубокие чувства, и десятилетнего Се Мяо, которого критик называет миниатюрной динамо-машиной, не уступающей взрослым исполнителям ни в боевом искусстве, ни как актёр. Обозреватель Austin Chronicle Джои О’Брайан, также положительно оценивая работы Ли и Се, считает, что они успешно продолжают сюжетную линию «отец-сын», начатую в вышедшей на экраны годом раньше «Легенде о красном драконе». Гиброн отдельно отмечает режиссуру маститого Кори Юэня, уравновешивающую старомодный пафос высококлассными трюками, недоступными большинству современных постановщиков. При этом фильм остаётся серьёзным, без характерного для лент с Джеки Чаном или Стивеном Чоу незамысловатого юмора, что, по словам Гиброна, делает жестокость показанного насилия почти невыносимой. Среди боевых сцен и Гиброн, и О’Брайан выделяют в первую очередь эпизод перестрелки в ресторане, открывающий фильм.